# Alain Lecornu
Pour les articles homonymes, voir Lecornu.
Alain Lecornu, né le 18 mai 1929 à Sully (Calvados) et mort le 17 mai 1998 à Caen (Calvados), est un homme politique français.

## Détail des fonctions et des mandats
Mandat parlementaire
- 7 janvier 1963 - 2 avril 1967 : Député de la 4e circonscription du Calvados